# Giovanni Mosciatti
Giovanni Mosciatti (* 23. ledna 1958 Matelica) je italský římskokatolický duchovní a biskup Imoly.

## Život
Narodil se 23. ledna 1958 v Matelice.
Studoval na zemědělské fakultě Univerzitě v Perugii. Poté vstoupil do Almo collegio Capranica. Teologické vzdělání získal na Papežské univerzitě Gregoriana a 6. prosince 1986 byl biskupem Luigi Scuppou vysvěcen na kněze a inkardinován do diecéze Fabriano-Matelica. Stal se farním vikářem ve Fabrianu a v průběhu let vykonával službu v dalších farnostech města. Od roku 2003 vedl diecézní úřad pro pastoraci mládeže a povolání. Roku 2007 byl jmenován rektorem kněžského semináře. Zastával také funkci vedoucího úřadu pro školství.
Před jmenováním biskupem byl kanovníkem kapituly, členem komisí a kněžské rady, spirituálem hnutí Comunione e Liberazione. Dne 31. května 2019 jej papež František jmenoval biskupem Imoly. Biskupské svěcení přijal 13. července z rukou arcibiskupa Mattea Maria Zuppiho a spolusvětiteli byli biskup Tommaso Ghirelli a biskup Stefano Russo.